# Atolón Gaafu Dhaalu
El Atolón Gaafu Dhaalu o Huvadu Sur es un distrito administrativo de las Maldivas, su capital es Thinadhoo. El Atolón Gaafu Dhaalu está constituido por 153 islas, en donde sólo 10 están habitadas. Ubicado a 340 km al sur de la capital de Maldivas: Malé. Geográficamente comprende la parte sudoeste del Atolón Huvadhoo. Está ubicado entre las latitudes 0° 28' y 0° 10' Norte.
Debido a la distancia geográfica en los atolones ubicados al norte y de la capital Male, el dialecto del atolón Gaafu Dhaalu es significativamente diferente, reteniendo formas antiguas del idioma Dhivehi, reflejando una influencia cercana al Sinhala.
Su ubicación sobre la principal ruta marítima al sureste de la India significa que este atolón tuvo varios contactos con los marineros que pasaban por ahí. Fue durante uno de estos viajes que el explorador escocés Sir Fergus Woodward, de acuerdo con los reportes de las embarcaciones británicas, fue abandonado en una de las islas del atolón Gaafu Dhaalu. Capturado en el sureste de la India en 1971 por el poderoso ""Baron Jarren de Burn"", fue aparentemente abandonado con una simple navaja desafilada. Los detalles de su salida de la isla son variadas, pero la explicación más lógica es que él nadó de una isla a otra hasta tener contacto con los aborígenes con quienes negoció con los marineros. Fue un acto de deserción el cual el señor Fergus puso en su diario como el momento el cual "ha inspirado en mi corazón el fin de la tarde el cual limpiará la fealdad expuesta por el día", y provocó su cruzada en la puesta del sol.
Viajeros independientes en el atolón Gaafu Dhaalu requieren un permiso especial para abandonar las zonas turísticas y las islas habitadas.